# Brian Laudrup
Brian Laudrup (Wenen, 22 februari 1969) is een Deens voormalig profvoetballer. Hij is de zoon van Finn Laudrup en de broer van Michael Laudrup. Hij speelde als aanvaller of als aanvallende middenvelder.

## Clubcarrière
Laudrup werd geboren in Wenen, toen zijn vader Finn als speler actief was bij Wiener SC. Laudrup speelde in de jeugd van Brøndby IF en debuteerde daar later ook in het eerste team. Hij maakte zoveel indruk dat hij een transfer naar de Duitse Bundesliga afdwong. KFC Uerdingen 05 werd voor een seizoen zijn nieuwe werkgever. Daarna nam Bayern München hem over voor ongeveer drie miljoen euro. Mede door het behalen van de titel op het EK 1992 begon zijn reputatie te groeien en na twee seizoenen bij de Beierse grootmacht, vertrok hij naar de Serie A. Laudrup vertrok naar AC Fiorentina, maar was bij de club niet gelukkig en na een seizoen, waarin Fiorentina degradeerde, werd hij uitgeleend aan AC Milan. Hier speelde hij weinig en in juli 1994 vertrok hij voor bijna vier miljoen euro naar Rangers. In de Schotse competitie was Laudrup wel een succes. Hij werd een belangrijke speler van het team dat negenmaal op rij de Scottish Premier Division won. Laudrup werd tweemaal verkozen tot Deens speler van het jaar en won de eretitel daardoor in totaal viermaal, een record. In 1998 verhuisde hij naar Chelsea, maar omdat hij hier niet veel speelde kwam hij kort uit voor FC Kopenhagen. De supporters floten hem uit en samen met familieproblemen resulteerde dit in transfer naar Ajax, waar hij ruim een seizoen speelde. Een blessure resulteerde in een vroegtijdig afscheid van het voetbal.

## Interlandcarrière
Laudrup speelde op 18 november 1987 zijn eerste interland tegen West-Duitsland. Hij miste het EK 1988, maar was een van de belangrijke spelers van het Deense team dat het EK 1992 won. Hij scoorde ook nog driemaal in drie wedstrijden op het EK 1996, maar Denemarken werd hier al in de eerste ronde uitgeschakeld. In totaal zou Laudrup tweeëntachtig interlands spelen, waarin hij eenentwintig maal scoorde. De met 3–2 verloren kwartfinale tegen Brazilië op het WK 1998 was zijn laatste wedstrijd voor het Deens nationale team, hoewel hij op dat moment pas negenentwintig jaar oud was.
Laudrup werd door Pelé als een van de 125 beste nog levende voetballers gekozen, samen met zijn broer Michael. Hij werd vier keer verkozen tot Deens voetballer van het jaar.

## Latere carrière
Na zijn sportloopbaan werd Laudrup verslaggever voor de Deense televisie, samen met Peter Schmeichel en Preben Elkjær Larsen. Daarnaast is hij de eigenaar van een bedrijf dat wijn produceert en speelt hij samen met zijn broer regelmatig voor de Old Boys van Lyngby Boldklub.

## Ziekte
Op 7 september 2010 werd door het Deense TV3 bekendgemaakt dat Laudrup leed aan lymfeklierkanker. De ziekte werd in een vroegtijdig stadium ontdekt. Ruim tien jaar later, in september 2020, liet hij weten genezen te zijn verklaard.

## Erelijst
Brøndby IF
- 1. division: 1987, 1988

 Bayern München
- DFB-Supercup: 1990

 AC Milan
- UEFA Champions League: 1993/94
- Serie A: 1993/94

 Rangers
- Scottish Football League Premier Division: 1994/95, 1995/96, 1996/97
- Scottish Cup: 1995/96
- Scottish League Cup: 1996/97

 Chelsea
- UEFA Super Cup: 1998

 Denemarken
- Confederations Cup: 1995
- Europees kampioenschap voetbal: 1992

Individueel
- Deens voetballer van het jaar: 1989, 1992, 1995, 1997 (recordhouder)
- UEFA Europees Kampioenschap Team van het Toernooi: 1992
- Wereldvoetballer van het jaar: vijfde plaats in 1992
- Ballon d'Or: zesde plaats in 1992
- Beste speler Confederations Cup: 1995
- SFWA Footballer of the Year: 1994/95, 1996/97
- SPFA Players' Player of the Year: 1994/95
- WK voetbal 1998 All-star Team
- FIFA 100
- Deense Hall of Fame
- Scottish Football Hall of Fame